# Saint-Martin-des-Champs (abdij)

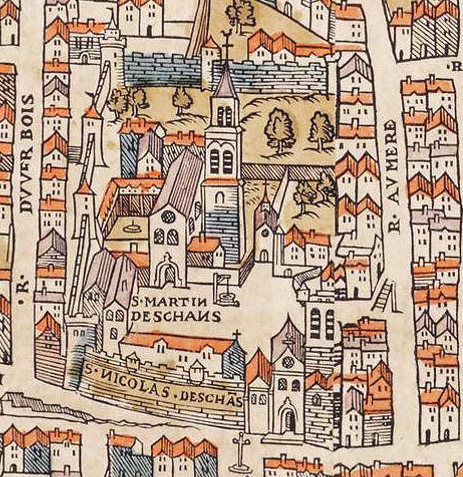
Saint-Martin-des-Champs in Parijs gelegen

Saint-Martin-des-Champs was een priorij van de benedictijnen van de Abdij van Cluny in Parijs.

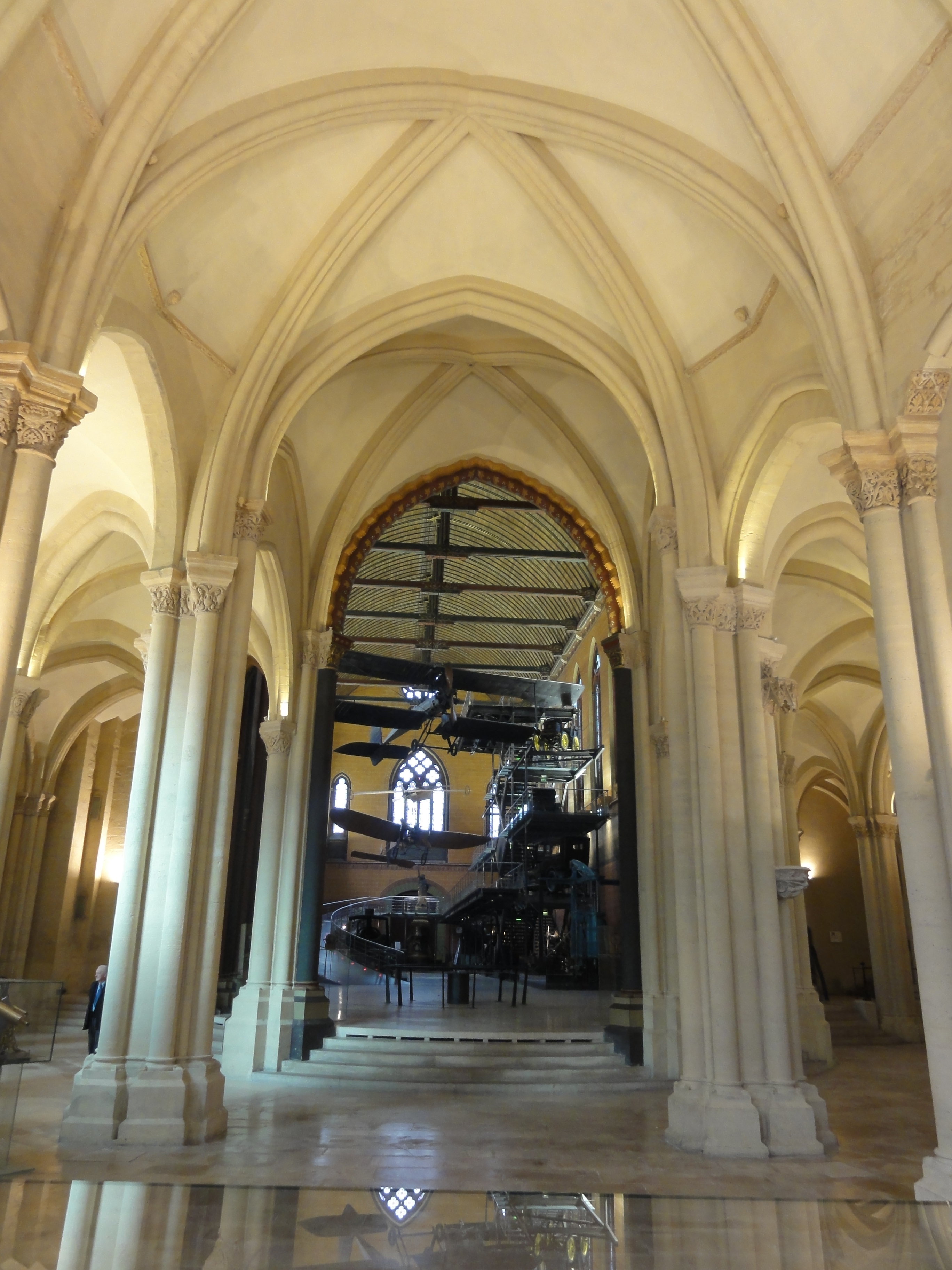
Conservatoire National des Arts et Metiers

De eerste vestiging van een klooster gaat terug tot de 7e eeuw doch in de 8e eeuw verwoestten Vikingen het klooster grondig. In de 11e eeuw werd de abdij hersticht en herbouwd, ditmaal onder de stimulans van de Abdij van Cluny. De prior van Saint-Martin-des-Champs werd steeds benoemd door Cluny, en bij afwezigheid van een prior, bestuurde Cluny de priorij rechtstreeks. Voor de benedictijnen van Cluny betekende de priorij in Parijs de toegang tot de Franse koning en zijn hofhouding. De Franse koningen schonken talrijke domeinen, bossen en boerderijen aan deze priorij. Prior Alberic in de 12e eeuw werd kardinaal; latere priors kregen opdrachten van de paus ter bemiddeling in Frankrijk. In de 13e eeuw bereikte de bloei van de priorij haar hoogtepunt met bezittingen verspreid over heel Noord-Frankrijk. De gotische kerk en refter behoren tot uitzonderlijk goed bewaarde gebouwen uit die tijd.
Met de Franse Revolutie werd de priorij afgeschaft en vervangen door een tempel ter ere van industrie en vooruitgang; tevens werd er onderwijs gegeven. In de 19e eeuw maakte dit alles plaats voor het museum Conservatoire National des Arts et Metiers. Hiervoor werden er meerdere restauraties uitgevoerd in de vervallen kloostergebouwen. Het museum is gelegen in het 3e arrondissement van Parijs.
- Bibliothèque nationale de France: cb12335938z (data)
- Catàleg d'autoritats de noms i títols de Catalunya: 981058614652906706
- Gemeinsame Normdatei: 16117231-3
- Library of Congress Control Number: no2013088151
- Nationale Bibliotheek van Tsjechië: xx0310855
- Système universitaire de documentation: 032303823
- Virtual International Authority File: 150341131